# Coryphopteris tahanensis
Coryphopteris tahanensis är en kärrbräkenväxtart som beskrevs av Holtt. Coryphopteris tahanensis ingår i släktet Coryphopteris och familjen Thelypteridaceae. Inga underarter finns listade.